# Xã Harlem, Quận Delaware, Ohio
Xã Harlem (tiếng Anh: Harlem Township) là một xã thuộc quận Delaware, tiểu bang Ohio, Hoa Kỳ. Năm 2010, dân số của xã này là 3.953 người.